# Stanisław Cikowski (zm. 1576)
Stanisław Cikowski herbu Radwan (zm. przed 1 grudnia 1576 roku) – rotmistrz, sygnatariusz konfederacji warszawskiej.

## Życiorys
Poseł na sejm 1572 roku z województwa krakowskiego. Poseł na sejm konwokacyjny 1573 roku. W 1573 podpisał akt konfederacji warszawskiej. 
Kasztelan biecki w 1576 roku, podkomorzy krakowski w latach 1566–1575, sekretarz królewski, dworzanin królewski w 1549 roku. Początkowo należał do wspólnoty ewangelickiej, w 1562 roku przyłączył się do wspólnoty braci polskich. 